# Havranec
Havranec es un municipio del distrito de Svidník en la región de Prešov, Eslovaquia, con una población estimada a final del año 2024 de 15 habitantes.
Se encuentra ubicado en el centro-norte de la región, cerca del río Ondava (cuenca hidrográfica del río Tisza) y de la frontera con  Polonia.

## Demografía
| Año        | 1994 | 2004     | 2014  | 2024     |
| ---------- | ---- | -------- | ----- | -------- |
| Población  | 13   | 10       | 13    | 15       |
| Diferencia |      | −23,07 % | +30 % | +15,38 % |

| Año        | 2023 | 2024    |
| ---------- | ---- | ------- |
| Población  | 14   | 15      |
| Diferencia |      | +7,14 % |